# Maria Dąbrowska-Majewska
Maria Elżbieta Dąbrowska-Majewska (ur. 27 sierpnia 1956 w Tomaszowie Mazowieckim) – polska działaczka społeczna, pedagożka, resocjalizatorka, organizatorka praskich bibliotek sąsiedzkich; laureatka  Medalu św. Jerzego przyznawanego przez „Tygodnik Powszechny”.

## Życiorys
Wychowała się w Tomaszowie Mazowieckim w rodzinie o żydowskich korzeniach. Studiowała teatrologię i pedagogikę. W okresie PRL pracowała w przedszkolu oraz szkole podstawowej jako nauczycielka języka polskiego. Po 1989 przez pewien czas zaangażowana w Powiślańską Fundację Społeczną, która inspirowała się metodami pedagogiki waldorfskiej, i w pomocy społecznej, i w pierwszym w Polsce Biurze Porad Obywatelskich. Następnie pracowała w firmie szkoleniowej i banku. Pracę korporacyjną porzuciła na rzecz działalności społecznej. Wykorzystując środki, które pojawiły się z grantów unijnych, zaczęła się skupiać na resocjalizacji więźniów i pomocy osobom, które opuściły zakłady karne. Od 2012 we współpracy z Okręgowym Inspektoratem Służby Więziennej realizuje akcję „Książki w pudle. Czas rozpakować!” polegającą na zbieraniu książek do bibliotek w zakładach karnych.
Zaangażowana także w działalność lokalną. Początkowo prezeska, a obecnie wiceprezeska Fundacji Zmiana, w ramach której m.in. założyła w 2012 Praską Bibliotekę Społeczną.
Absolwentka IX edycji Programu Szkoły Liderów Polsko-Amerykańskiej Fundacji Wolności. W 2017 została laureatką Medalu św. Jerzego przyznawanego przez „Tygodnik Powszechny” „za troskę i pomoc tym, którym została wymierzona sprawiedliwość, lecz przecież nie zostały im odebrane godność i człowieczeństwo”. W 2018 była nominowana do „Stołka” – Nagrody „Gazety Stołecznej”.